# Donduran, Yenipazar
Donduran là một xã thuộc huyện Yenipazar, tỉnh Aydın, Thổ Nhĩ Kỳ. Dân số thời điểm năm 2010 là 1.155 người.